# Republicanism
Republicanismul este un concept complex, pretabil mai multor domenii ale studiilor umaniste, precum istoria și teoria politică. În istorie desemnează răspândirea republicii ca formă de guvernământ și ideologia susținând superioritatea conducerii statale alese asupra celei ereditare. În teoria politică, republicanismul se poate referi la școala republicană tradițională, care cuprinde gânditori precum Niccolò Machiavelli și Alexander Hamilton, James Madison, John Jay, autorii renumitelor Federalist Papers, sau la dezvoltările mai noi din domeniu.
Republicanismul se  referiă la abordarea științifică non-ideologică a politicii și a guvernării. Așa cum a afirmat gânditorul republican John Adams în introducerea lucrării sale celebre Defense of the Constitution (Apărarea Constituției), „științele politice sunt științele fericirii sociale” și o republică reprezintă forma de guvernare la care științele politice sunt aplicate în mod corespunzător creării unui guvern conceput rațional. 
Cuvântul „republica” derivă din latină, res publica (lucru a poporului), care se referea la sistemul de guvernare apărut în secolul al VI-lea î.e.n., după expulzarea regilor din Roma de Lucius Junius Brutus și Lucius Tarquinius Collatinus.

## Legaturi externe
- Republicanism pe In Our Time la BBC.
- Stanford Encyclopedia of Philosophy entry